# Anderson Souza
Anderson Ezequiel De Souza Filho (né le 3 mars 1996 à Varginha) est un coureur cycliste brésilien, spécialiste du BMX.

## Biographie
En 2018, lors des championnats du monde de BMX de Bakou, il décroche la médaille de bronze et devient le premier coureur de son pays à remporter une médaille aux mondiaux de BMX depuis Renato Rezende en 2010.

## Palmarès

### Championnats du monde
- Bakou 2018
  -  Médaillé de bronze du BMX

### Coupe du monde
- 2013 : 93e du classement général
- 2014 : 90e du classement général
- 2015 : 43e du classement général
- 2016 : 91e du classement général
- 2017 : 36e du classement général
- 2018 : 99e du classement général
- 2019 : 27e du classement général
- 2020 : 81e du classement général
- 2021 : 32e du classement général

### Jeux panaméricains
- Lima 2019
  -  Médaillé d'argent du BMX

### Championnats panaméricains
- Medellín 2018
  -  Champion panaméricain de BMX
- Americana 2019
  -  Champion panaméricain de BMX
- Santiago del Estero 2022
  -  Médaillé d'argent du BMX